# Cyrtarachne kaikobadi
Espèce
Cyrtarachne kaikobadi est une espèce d'araignées aranéomorphes de la famille des Araneidae.

## Distribution
Cette espèce est endémique de la division de Khulnâ au Bangladesh,. Elle se rencontre dans les districts de Bagerhat et de Khulna.

## Description
La femelle holotype mesure 10 mm.

## Systématique et taxinomie
Cette espèce a été décrite par Biswas et Raychaudhuri en 2025.

## Étymologie
Cette espèce est nommée en l'honneur de Muhammad Kaikobad.

## Publication originale
- Biswas & Raychaudhuri, 2025 : « Description of a new species of orb-weaving spider of the genus Cyrtarachne Thorell, 1868 from Bangladesh (Araneae: Araneidae: Cyrtarachninae). » Journal of the Asiatic Society of Bangladesh, Science, vol. 51, no 1, p. 115-122.